# El Keurt
El Keurt là một đô thị thuộc tỉnh Mascara, Algérie. Dân số thời điểm năm 2002 là 3.536 người.